# Gigathele gigas
Espèce
Synonymes
- Macrothele gigas Shimojana & Haupt, 1998

Gigathele gigas est une espèce d'araignées mygalomorphes de la famille des Macrothelidae.

## Distribution
Cette espèce est endémique de l'archipel Nansei au Japon. Elle se rencontre dans les îles Yaeyama.

## Description

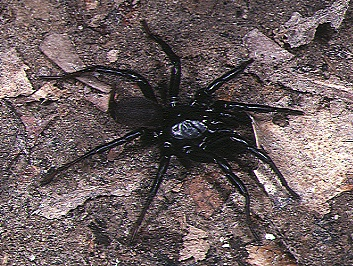
Macrothele gigas ♂

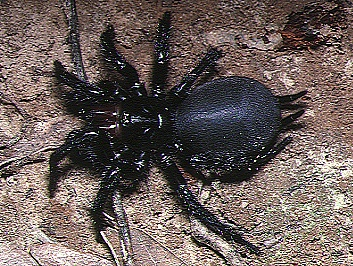
Macrothele gigas ♀

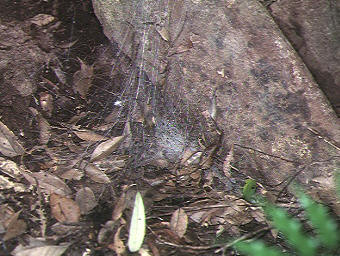
terrier de Macrothele gigas

La carapace du mâle holotype mesure 7,7 mm de long sur 6,6 mm et l'abdomen 9,2 mm de long et la carapace de la femelle paratype 9,6 mm de long sur 8,6 mm et l'abdomen 14 mm de long. Gigathele gigas mesure de 16 à 26 mm.

## Systématique et taxinomie
Cette espèce a été décrite sous le protonyme Macrothele gigas par Shimojana et Haupt en 1998. Elle est placée dans le genre Gigathele par Shao, Zhou et Lin en 2025.

## Publication originale
- Shimojana & Haupt, 1998 : « Taxonomy and natural history of the funnel-web spider genus Macrothele (Araneae: Hexathelidae: Macrothelinae) in the Ryukyu Islands (Japan) and Taiwan. » Species Diversity, vol. 3, no 1, p. 1-15 (texte intégral).